# Kevin Can Wait/Episodenliste
Diese Episodenliste enthält alle Episoden der US-amerikanischen Comedyserie Kevin Can Wait, sortiert nach der US-amerikanischen Erstausstrahlung. Zwischen 2016 und 2018 entstanden in zwei Staffeln insgesamt 48 Episoden mit einer Länge von jeweils etwa 22 Minuten.

## Übersicht
| Staffel | Episodenanzahl | Erstausstrahlung USA | Erstausstrahlung USA | Deutschsprachige Erstveröffentlichung | Deutschsprachige Erstveröffentlichung |
| Staffel | Episodenanzahl | Staffelpremiere      | Staffelfinale        | Staffelpremiere                       | Staffelfinale                         |
| ------- | -------------- | -------------------- | -------------------- | ------------------------------------- | ------------------------------------- |
| 1       | 24             | 19. September 2016   | 8. Mai 2017          | 20. Dezember 2016                     | 16. Mai 2017                          |
| 2       | 24             | 25. September 2017   | 7. Mai 2018          | 17. Oktober 2017                      | 22. Mai 2018                          |

## Staffel 1
Die Erstausstrahlung der ersten Staffel war vom 19. September 2016 bis zum 8. Mai 2017 auf dem US-amerikanischen Sender CBS zu sehen. Die deutschsprachige Erstveröffentlichung fand vom 20. Dezember 2016 bis zum 16. Mai 2017 bei Amazon Video per Streaming statt.
| Nr. (ges.) | Nr. (St.) | Deutscher Titel                           | Originaltitel                     | Erstausstrahlung USA | Deutschsprachige Erstveröffentlichung (D/A) | Regie        | Drehbuch                                                         | Zuschauer (USA) |
| ---------- | --------- | ----------------------------------------- | --------------------------------- | -------------------- | ------------------------------------------- | ------------ | ---------------------------------------------------------------- | --------------- |
| 1          | 1         | Kevin will Spaß                           | Pilot                             | 19. Sep. 2016        | 20. Dez. 2016                               | Andy Fickman | Kevin James, Bruce Helford & Rock Reuben                         | 11,08 Mio.      |
| 2          | 2         | Kevin schläft nicht                       | Sleep Disorder                    | 26. Sep. 2016        | 20. Dez. 2016                               | Andy Fickman | Michael Loftus                                                   | 10,62 Mio.      |
| 3          | 3         | Kevin betrügt                             | Chore Weasel                      | 3. Okt. 2016         | 20. Dez. 2016                               | Andy Fickman | Mike Soccio                                                      | 9,60 Mio.       |
| 4          | 4         | Kevin will mehr                           | Kevin and Donna’s Book Club       | 10. Okt. 2016        | 27. Dez. 2016                               | Andy Fickman | Heather Flanders                                                 | 8,70 Mio.       |
| 5          | 5         | Kevin beichtet                            | Kevin’s Good Story                | 17. Okt. 2016        | 3. Jan. 2017                                | Andy Fickman | Peter Hoare                                                      | 8,54 Mio.       |
| 6          | 6         | Neue Nachbarn                             | Beat the Parents                  | 24. Okt. 2016        | 10. Jan. 2017                               | Andy Fickman | John Cochran                                                     | 7,91 Mio.       |
| 7          | 7         | Hallo-wir-sind-nicht-zu-Hause             | Hallow-We-Ain’t-Home              | 31. Okt. 2016        | 17. Jan. 2017                               | Andy Fickman | Bruce Helford                                                    | 6,42 Mio.       |
| 8          | 8         | Wer ist besser als wir?                   | Who’s Better than Us?             | 7. Nov. 2016         | 24. Jan. 2017                               | Andy Fickman | Peter Hoare & John Cochran                                       | 7,41 Mio.       |
| 9          | 9         | Familientraditionen                       | The Power of Positive Drinking    | 14. Nov. 2016        | 31. Jan. 2017                               | Andy Fickman | Heather Flanders & John Cochran                                  | 7,06 Mio.       |
| 10         | 10        | Die fantastische „Pho“                    | The Fantastic Pho                 | 21. Nov. 2016        | 7. Feb. 2017                                | Andy Fickman | Michael Loftus & Mike Soccio                                     | 6,97 Mio.       |
| 11         | 11        | Life-Coach Kevin                          | Kevin’s Bringing Supper Back      | 5. Dez. 2016         | 14. Feb. 2017                               | Andy Fickman | Joanna Quraishi                                                  | 7,14 Mio.       |
| 12         | 12        | Ich bin Weihnachten zu Hause … Vielleicht | I’ll Be Home for Christmas… Maybe | 12. Dez. 2016        | 21. Feb. 2017                               | Andy Fickman | Pete Correale                                                    | 7,31 Mio.       |
| 13         | 13        | Der Ring-Tausch                           | Ring Worm                         | 2. Jan. 2017         | 28. Feb. 2017                               | Andy Fickman | Rock Reuben                                                      | 7,33 Mio.       |
| 14         | 14        | Kevin gegen die alte Ulme                 | Kevin vs. The Dutch Elm           | 16. Jan. 2017        | 7. März 2017                                | Andy Fickman | Michael Loftus                                                   | 8,66 Mio.       |
| 15         | 15        | Wer ist der wahre Held?                   | Choke Doubt                       | 23. Jan. 2017        | 14. März 2017                               | Andy Fickman | Mike Soccio                                                      | 8,62 Mio.       |
| 16         | 16        | Neue Freunde tun weh                      | The Back Out                      | 6. Feb. 2017         | 21. März 2017                               | Andy Fickman | Kevin James & Rock Reuben                                        | 7,91 Mio.       |
| 17         | 17        | Der unheilige Krieg                       | Unholy War                        | 13. Feb. 2017        | 28. März 2017                               | Andy Fickman | Tony Sheehan                                                     | 7,85 Mio.       |
| 18         | 18        | Die Nachbarschafts-Wache                  | Neighborhood Watch                | 20. Feb. 2017        | 4. Apr. 2017                                | Andy Fickman | Alex Metz                                                        | 7,29 Mio.       |
| 19         | 19        | Showdown im Showroom                      | Showroom Showdown                 | 13. März 2017        | 11. Apr. 2017                               | Andy Fickman | Dan Staley                                                       | 6,69 Mio.       |
| 20         | 20        | Doppel-Date                               | Double Date                       | 20. März 2017        | 18. Apr. 2017                               | Andy Fickman | Michael Loftus & Mike Soccio                                     | 5,93 Mio.       |
| 21         | 21        | Kenny Can Wait                            | Kenny Can Wait                    | 10. Apr. 2017        | 25. Apr. 2017                               | Andy Fickman | Mike Soccio & Tony Sheehan                                       | 6,04 Mio.       |
| 22         | 22        | Saft Fasten                               | Quiet Diet                        | 17. Apr. 2017        | 2. Mai 2017                                 | Andy Fickman | Pete Correale & Peter Hoare                                      | 5,90 Mio.       |
| 23         | 23        | Schwindel in Queens: Teil 1               | Sting of Queens: Part One         | 1. Mai 2017          | 9. Mai 2017                                 | Andy Fickman | Mike Soccio & Michael Loftus Idee: Peter Hoare & Pete Correale   | 6,26 Mio.       |
| 24         | 24        | Schwindel in Queens: Teil 2               | Sting of Queens: Part Two         | 8. Mai 2017          | 16. Mai 2017                                | Andy Fickman | Rock Reuben & Tony Sheehan Idee: Annie Levine & Jonathan Emerson | 5,68 Mio.       |

## Staffel 2
Die Erstausstrahlung der zweiten Staffel ist seit dem 25. September 2017 auf dem US-amerikanischen Sender CBS zu sehen. Die deutschsprachige Erstveröffentlichung fand vom 17. Oktober 2017 bis zum 22. Mai 2018 bei Amazon Video per Streaming statt.
| Nr. (ges.) | Nr. (St.) | Deutscher Titel           | Originaltitel                    | Erstausstrahlung USA | Deutschsprachige Erstveröffentlichung (D/A) | Regie        | Drehbuch                                          | Zuschauer (USA) |
| ---------- | --------- | ------------------------- | -------------------------------- | -------------------- | ------------------------------------------- | ------------ | ------------------------------------------------- | --------------- |
| 25         | 1         | Die Hochzeit              | Civil Ceremony                   | 25. Sep. 2017        | 17. Okt. 2017                               | Andy Fickman | Michael Loftus, Pete Correale & Peter Hoare       | 10,26 Mio.      |
| 26         | 2         | Unsichere Geschäfte       | Business Unusual                 | 2. Okt. 2017         | 24. Okt. 2017                               | Andy Fickman | Mike Soccio, Annie Levine & Jonathan Emerson      | 6,65 Mio.       |
| 27         | 3         | Affentheater              | Kevin Goes Nuts                  | 9. Okt. 2017         | 31. Okt. 2017                               | Andy Fickman | Rock Reuben, Heather MacGillvray & Linda Mathious | 6,01 Mio.       |
| 28         | 4         | Tanze Salsa mit mir       | Plus One Is The Loneliest Number | 16. Okt. 2017        | 7. Nov. 2017                                | Andy Fickman | Tom Anderson & Avin Das                           | 5,96 Mio.       |
| 29         | 5         | Trauer-Diebe              | Grief Thief                      | 23. Okt. 2017        | 14. Nov. 2017                               | Andy Fickman | Mike Soccio, Heather MacGillvray & Linda Mathious | 6,11 Mio.       |
| 30         | 6         | Eulenjagd                 | The Owl                          | 30. Okt. 2017        | 21. Nov. 2017                               | Andy Fickman | Phoef Sutton & Mark Jordan Legan                  | 6,35 Mio.       |
| 31         | 7         | Die Kevin Crown Affäre    | The Kevin Crown Affair           | 6. Nov. 2017         | 28. Nov. 2017                               | Andy Fickman | Michael Loftus, Pete Correale & Peter Hoare       | 6,31 Mio.       |
| 32         | 8         | Alles Käse                | Slip ’n’ Fall                    | 13. Nov. 2017        | 5. Dez. 2017                                | Andy Fickman | Dan Staley & Tom Anderson                         | 6,15 Mio.       |
| 33         | 9         | Das Truthahn Desaster     | Cooking Up A Storm               | 20. Nov. 2017        | 12. Dez. 2017                               | Andy Fickman | Dan Staley, Annie Levine & Jonathan Emerson       | 6,09 Mio.       |
| 34         | 10        | Der Hammer                | Kevin Moves Metal                | 27. Nov. 2017        | 19. Dez. 2017                               | Andy Fickman | Peter Hoare & Pete Correale                       | 6,35 Mio.       |
| 35         | 11        | Eisen schärft Eisen       | Trainer Wreck                    | 11. Dez. 2017        | 2. Jan. 2018                                | Andy Fickman | Annie Levine & Jonathan Emerson                   | 6,31 Mio.       |
| 36         | 12        | Eine Weihnachtsgeschichte | The Might’ve Before Christmas    | 18. Dez. 2017        | 9. Jan. 2018                                | Andy Fickman | Rock Reuben & Mike Soccio                         | 6,40 Mio.       |
| 37         | 13        | Gefahr für Monkey Fist    | Monkey Fist Insecurity           | 15. Jan. 2018        | 6. Feb. 2018                                | Andy Fickman | Pete Correale & Avin Das                          | 7,21 Mio.       |
| 38         | 14        | Kevin hat ein Date        | Kevin Can Date                   | 22. Jan. 2018        | 13. Feb. 2018                               | Andy Fickman | Linda Mathious & Heather MacGillvray              | 3,37 Mio.       |
| 39         | 15        | Reisefieber               | Fight or Flight                  | 29. Jan. 2018        | 20. Feb. 2018                               | Andy Fickman | Annie Levine & Jonathan Emerson                   | 7,28 Mio.       |
| 40         | 16        | Vierzig unter Vierzig     | 40 Under 40                      | 5. Feb. 2018         | 27. Feb. 2018                               | Andy Fickman | Mike Soccio, Heather MacGillvray & Linda Mathious | 6,95 Mio.       |
| 41         | 17        | Das Doppel-Date           | Wingmen                          | 26. Feb. 2018        | 20. März 2018                               | Andy Fickman | Rock Reuben                                       | 6,09 Mio.       |
| 42         | 18        | Nie wieder Wendy          | The Whole Enchilada              | 5. März 2018         | 27. März 2018                               | Andy Fickman | Dan Staley & Tom Anderson                         | 6,31 Mio.       |
| 43         | 19        | Ein wahrer Held           | Delivery Guy                     | 19. März 2018        | 10. Apr. 2018                               | Andy Fickman | Alex Metz                                         | 5,67 Mio.       |
| 44         | 20        | Siebenundvierzig Kerzen   | Forty Seven Candles              | 26. März 2018        | 17. Apr. 2018                               | Andy Fickman | Mike Soccio                                       | 5,57 Mio.       |
| 45         | 21        | Das rauchende Brot        | The Smoking Bun                  | 9. Apr. 2018         | 1. Mai 2018                                 | Andy Fickman | Mike Soccio, Heather MacGillvray & Linda Mathious | 5,75 Mio.       |
| 46         | 22        | Der Assistent             | Phat Monkey                      | 16. Apr. 2018        | 8. Mai 2018                                 | Andy Fickman | Rock Reuben, Annie Levine & Jonathan Emerson      | 5,26 Mio.       |
| 47         | 23        | Hau den Maulwurf          | Brew Haha                        | 30. Apr. 2018        | 15. Mai 2018                                | Andy Fickman | Pete Correale & Avin Das                          | 4,98 Mio.       |
| 48         | 24        | Band-Fieber               | A Band Done                      | 7. Mai 2018          | 22. Mai 2018                                | Andy Fickman | Michael Loftus                                    | 5,45 Mio.       |